# Stefano Pozzi (doppiatore)
Stefano Pozzi (Bologna, 27 luglio 1983) è un doppiatore italiano.

## Biografia
Stefano Pozzi nasce a Bologna il 27 luglio 1983. Dopo aver conseguito la maturità linguistica nel 2002 si iscrive alla scuola di teatro Accademia '96 di Bologna, con la cui compagnia partecipa a varie produzioni teatrali di drammaturgia classica e contemporanea. Nello stesso periodo collabora come speaker e doppiatore con alcuni studi di registrazione locali nella realizzazione di videogiochi e radio-comunicati. Una volta laureato in scienze della comunicazione presso l'Università di Bologna, nel 2007 si trasferisce a Milano, dove inizia a lavorare per le principali case di doppiaggio.
Ha partecipato con la Compagnia Teatro dei Dispersi ad alcune letture drammatizzate, facenti parte del progetto Le Strade del Crimine, dal teatro del Grand-Guignol alle pagine noir della contemporaneità, con il patrocinio di Maison Française de Bologne, Invito in Provincia Ufficio Spettacoli, Bologna dei Teatri.
Come doppiatore è la voce ufficiale degli shout di Punto Radio di Bologna e di numerosi spot locali e nazionali in onda sul circuito radiofonico e cinematografico.

## Doppiaggio

### Film
- Pau Poch in Rec 2[3]
- Sascha Heymans in Porky college 2 - Sempre più duro![4]
- Lucas Zenone in Infanzia clandestina
- Austin P. McKenzie in Speech & Debate
- Vincent Furrer in Pirati in reparto
- Guillermo Creuheras in Pongo, il cane milionario
- Joel Basman in We Are Young. We Are Strong.
- Mathis Crusson in West Coast
- Tanmay Dhanania in Naman il bramino
- Kohtee Aramboy in Lupin III - Il film
- Noah Munck in Nicky Deuce, Il grande colpo
- Florian Heppert in La tribù del pallone
- Casey Dubois in I racconti del brivido - L'armadio delle anime
- Dylan Schmid in Bunks
- Avan Jogia in Spectacular!
- Seth Isaac Johnson in Adam & Adam
- Karan Soni in La festa (peggiore) dell'anno
- J Xavier in My Super Sweet 16: The Movie

### Cortometraggi
- Brad Ashby in I_Love_Sarah_Jane
- Charles in 13 ans
- Voce fuori campo in My piano lesson

### Film d'animazione
- Sogo Okita in Gintama the Movie: A New Translation - Capitolo di Benizakura, Gintama the Movie: Capitolo finale - Tuttofare per sempre, Gintama the Movie: The Final
- Toshiro Hitsugaya in Bleach: Memories of Nobody, Bleach: The DiamondDust Rebellion
- Hanta Sero in My Hero Academia: Heroes Rising, My Hero Academia: World Heroes' Mission, My Hero Academia: You're Next
- Moonk in Hammerboy
- Shiba in Ken il guerriero - La leggenda di Hokuto
- Koichi Uehara in Un'estate con Coo
- Yu Nishinoya in Haikyu!! Battaglia all'ultimo rifiuto
- Akira Yanagizawa in Le voci della nostra infanzia
- Kazuma Ikezaewa in Summer Wars
- Shuhei Amamiya in Piano Forest - Il piano nella foresta
- Yurui in Boruto: Naruto the Movie
- Renton Thurston in Eureka Seven - Il film: Good Night, Sleep Tight, Young Lovers
- Anton in Yellowbird
- Taka in Pokémon: Giratina e il Guerriero dei Cieli
- Keldeo in Il film Pokémon - Kyurem e il solenne spadaccino
- Sami in Il film Pokémon - Scelgo te!
- Snap in Seal Team - Squadra speciale foche
- Obanai Iguro in Demon Slayer - Il treno Mugen
- Toge Inumaki in Jujutsu kaisen 0 - Il film
- Kōki Mimura in Assassination Classroom the Movie - L'ora dei 365 giorni
- Panky Malanky in Dove sono gli umani?
- Gobta in That Time I Got Reincarnated as a Slime The Movie: Scarlet Bond
- Beebeezee in Overlord - Il film: Capitolo del Santo Regno

### Serie televisive
- Caleb Thomas in Lost in the West
- Kyle S. More in Murder in the First
- Timothy Granaderos in Tredici
- Ron Mustafaa in Skins
- Gig Morton in Professor Young
- Noah Munck in iCarly, iParty con Victorious
- Harrison Houde in Un'azienda per gioco
- Jacob Houston in How to Rock
- Matthew Gumley in Super Ninja
- Mitch Bohi in Life of Ryan
- Cameron Kennedy in La mia babysitter è un vampiro
- Jason Jia in Essere Indie
- Michael Eric Reid in Victorious, iParty con Victorious
- Trevor Brown in True Jackson, VP
- Leonard Scheicher in Il codice da un miliardo di dollari
- Simon Morzé in Fast Forward
- Yuming Hey in Osmosis
- Matt "Danger" Shnell in Ragazzi in gabbia
- Andrew Shulz in Guy Code - Guida galattica per uomini veri
- Óscar Ortuño in Una vita
- Ever Bastidas in Isa TVB
- Cormac Hyde-Corrin in Heartstopper

### Serie animate
- Pinky Malinky in Pinky Malinky
- Antaeus Nekton in Gli Abissi
- Mortino in Tutti pazzi per Re Julien
- Marty in ToonMarty
- Caramba in Zak Storm
- Angelo in Codice Angelo
- Dexter Charming in Ever After High
- Spiral in Pac-Man e le avventure mostruose
- Newton in INK Incredibili Agenti Sottobanco
- Barnaby (1ª voce) ne Il piccolo regno di Ben e Holly
- Bat-Mito in Batman: The Brave and the Bold
- Boomer in Le avventure di Chuck & Friends
- George Ridgemount in Stoked - Surfisti per caso
- Rainbow in Il mio amico Rocket
- Tony Clark in The Amazing Spiez!
- Sam in Time Warp Trio
- Bobby in Poppets Town
- Terry in Anthony - Formidabile formica
- Tsuyoshi in Bocchi the Rock!
- Herb in Code Lyoko
- Ali in C'era una volta... la Terra
- Hiroshi Yamanaka in Zatch Bell!
- Ministro Dorian in My Melody - Sogni di magia
- Dekisugi (2^ voce) in Doraemon
- Tobio Oike/Cap. Capri in Beyblade Metal Fusion
- Masamune Kadoya in Beyblade Metal Masters e Beyblade Metal Fury
- Ace Grit in Bakugan Battle Brawlers: New Vestronia
- Dan Jack in Happy Lucky Bikkuriman
- Best in Best & Bester
- Mini Chef in Mini Chef Show
- Pierre Jeunet in Sugarbunnies
- Sly in Extreme Football
- Draghetto in Street Football - La compagnia dei Celestini
- Caswell Francis in Yu-Gi-Oh! Zexal
- Naoki Shima in Yu-Gi-Oh! VRAINS
- Calvin in Hover Champs - Spin & Go
- Makora in Samurai Deeper Kyo
- Pyunma/Cyborg 008 in Cyborg 009
- Tetsuya Kouji in Godannar
- Robin in Le Chevalier D'Eon
- Kajiro Kato in Il principe del tennis
- Yoshihiko Koga in Dream Team
- Quitela in Dragon Ball Super
- Joe Brown in Bakugan - Battle Brawlers
- Kakeru in Dragon Knight - Wheel of Time
- Rotom in Pokémon Sole e Luna
- Naoto Hayami in Gaiking - Legend of Daiku-Maryu
- Alain in Il cuore di Cosette
- Joichiro Nishi in Gantz
- Tsunayoshi Sawada in Tutor Hitman Reborn!
- Akira Nakase in Jewelpet
- Gachaghiri in Dennō Coil
- Pat in PiPoPa - I folletti del Web
- Adé Kebé in Inazuma Eleven GO e Inazuma Eleven GO Chrono Stones
- Toxsa Dalton/Valorn in I cavalieri Tenkai
- Cheshire di Cat Sith in I Cavalieri dello zodiaco - The Lost Canvas
- Hanta Sero/Cellophane in My Hero Academia
- Edmond Chandler in Hero Mask
- Masao e Kazuo Tachibana in Captain Tsubasa
- Obanai Iguro in Demon Slayer
- Obito Uchiha (2ª voce) in Naruto Shippuden
- Naji in Mushikago no Cagaster
- Gin Ichimaru in Bleach, Bleach: Thousand-Year Blood War
- Chocolove Mcdonnel in Shaman King (serie 2021)
- Naga in Beelzebub
- Otto Suwen in Re:Zero - Starting Life in Another World
- Miach in DanMachi
- Kōki Mimura in Assassination Classroom
- Fujie in Magic Kaito 1412
- Yu Nishinoya in Haikyu!!
- Genki Gondawara in Genie Family - Il ritorno del Mago Pancione
- Toge Inumaki in Jujutsu Kaisen
- Takemichi Hanagaki in Tokyo Revengers
- Ewen Egeberg in Spy × Family
- Gobta in That Time I Got Reincarnated as a Slime
- Fuchi Yamada Asaemon in Hell's Paradise
- Kazuya Kinoshita in Rent a Girlfriend
- Sogo Okita (2ª voce) in Gintama
- Personaggi vari in Fushigi yûgi
- Personaggi vari in Ayashi no Ceres
- Kenyu Yukimiya in Blue Lock
- Yukio Kasamatsu in Kuroko's Basket

### Videogiochi
- Nathan Drake da giovane in Uncharted 3: L'inganno di Drake (2011),[5] Uncharted 4: Fine di un ladro (2016)[6]
- Jack Chaffin in Battlefield 3 (2011)[7]
- Amp in Army of Two: The Devil's Cartel (2013)[8]
- Andrea e Pietro in Kinect Rush: un'avventura Disney-Pixar (2013)[9]
- Sam in The Last of Us (2013)[10]
- Eugene Sims in Infamous: Second Son (2014)[11]
- Chandler in Sunset Overdrive (2014)[12]
- Jake Foster in Battlefield 1 (2016)[13]
- Leslie Withers in The Evil Within (2017)[14]
- Jamie Reyes / Blue Beetle in Injustice 2 (2017)[15]
- Adam Chapman e Mike in Detroit: Become Human (2018)[16]
- Oliver Carswell in Far Cry 3
- Beast Boy, Billy Batson e Jimmy Olsen in LEGO DC Super-Villains (2018)[17]
- Charlie "Chuck" in The Dark Pictures: Man of Medan (2019)[18]
- Geadric in Assassin's Creed: Valhalla (2020)[19]
- Charlie Montague e 2-Bit in Deathloop (2021)[20]
- Yef in Horizon Forbidden West (2022)[21]
- Akito da piccolo in Ghostwire: Tokyo (2022)[22]
- E-Frigo in Hi-Fi Rush (2023)[23]
- Rayman in Mario + Rabbids Sparks of Hope (2023)[24]
- Paco Torres in Cyberpunk 2077: Phantom Liberty (2023)[25]
- Paul Carson in Dead Rising Deluxe Remaster (2024)[26]
- Jonathan Crane in Batman: Arkham Shadow (2024)[27]
- Altre voci in Boog & Elliot a caccia di amici, Mafia II, Prototype 2, Mirror's Edge Catalyst, Cyberpunk 2077,[25] LEGO Star Wars: La saga degli Skywalker

## Teatro
- Le Strade del Crimine:
  - Guignoleide
  - Pallottole vaganti
  - I misteri di Bologna
- Occhio di sorcio, di Romano Boriosi e Marco Melloni
- Aspettando Godot, di Samuel Bekett
- La morsa di Luigi Pirandello
- Di Calandrino e di altre storie al tempo della peste, dal Decameron di Giovanni Boccaccio
- Killer tv, di Maria Dessì
- Vietato tuffarsi, di Stefania Petyx

## Radio
- Voce ufficiale degli shout di Punto Radio di Bologna.[1]

## Pubblicità
Voce di numerosi spot locali e nazionali in onda sul circuito radiofonico e cinematografico.